# ستانيسلاف كريتسيوك
ستانيسلاف كريتسيوك (الروسية: Станислав Валерьевич Крицюк) (1 ديسمبر 1990 تولياتي روسيا - ) هو لاعب كرة قدم روسي، يلعب كحارس مرمى.

## وصلات خارجية
ستانيسلاف كريتسيوك على موقع الاتحاد الأوربي (الإنجليزية)
- ستانيسلاف كريتسيوك على موقع قاعدة بيانات كرة القدم.إي يو (الإنجليزية)
- ستانيسلاف كريتسيوك على موقع ناشيونال فوتبول تيمز (الإنجليزية)
- ستانيسلاف كريتسيوك على موقع Soccerway.com (الإنجليزية)
- ستانيسلاف كريتسيوك على موقع AS.com (الإسبانية)